# María López de Sagredo Andreo
María López de Sagredo Andreo (l'Havana, Cuba, 12 de febrer de 1881 – Hondarribia, 28 de març de 1953) fou una política i activista cultural espanyola. El 1960 es publicà pòstumament la seva autobiografia titulada Así ha sido mi vida. 1881-1951.

## Biografia
Era filla de l'intendent general de Cuba, Luis López de Sagredo i d'Elvira Andreo y Ramírez de Dampierre. Una de les seves germanes, Esperanza, estava casada amb el comte d'Andino.
Aviat destacà com a articulista i conferenciant del sector catòlic ultramuntà. Participà en el III Congrés Eucarístic de Toledo de 1926, en la Lliga Femenina Catòlica de 1928 i el Primer Congrés Catòlic Nacional de Beneficència de 1929. Establerta a Barcelona, participà en diversos cercles catòlics benèfics i assolí en 1926 ser nomenada per la dictadura de Primo de Rivera com la primera dona regidora de l'Ajuntament de Barcelona, i el 1927 la primera dona membre de l'Assemblea Nacional Consultiva com a representant d'activitats de la vida nacional. Fou responsable de la Comissió de Beneficència Municipal i membre del Patronat de l'Habitació de Barcelona en 1928.
Per tal de contrarestar l'efecte del setmanari Patufet va promoure el setmanari infantil «Alegría», en castellà, que es va editar de 1928 a 1933. El 1930 fou rebuda per la reina d'Espanya i el 1931 pel Papa. Durant la Segona República milità a Acción Católica. Quan va esclatar la guerra civil espanyola es va establir a Burgos, quarter general del bàndol nacional, on va treballar com a secretària del governador del Banc d'Espanya.